# Bad Gandersheim
Bad Gandersheim (pronunciación en alemán: /baːt ˈɡandɐsˌhaɪ̯m/ⓘ) es una ciudad y municipio en el distrito de Northeim en el estado federado de Baja Sajonia, Alemania.

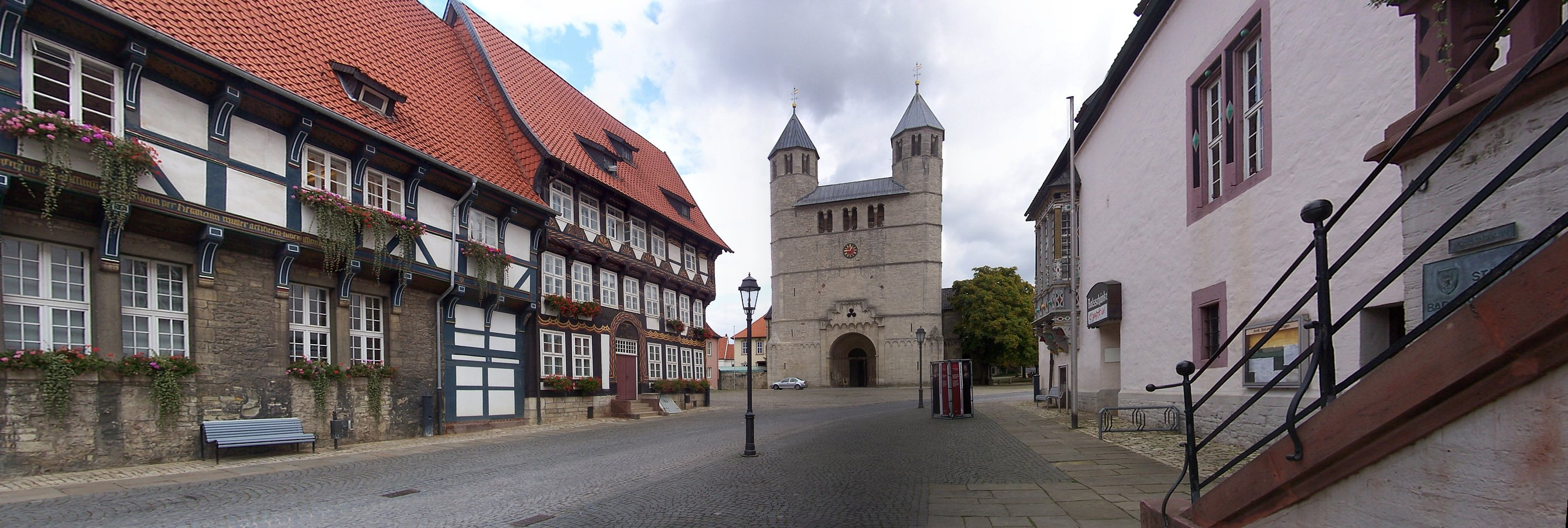
Plaza del mercado de Bad Gandersheim

## Geografía
Se localiza a unos 80 km al sur de Hanóver y posee una superficie de 90,49 km².

## Infraestructura
Bad Gandersheim tiene una estación de ferrocarril y un aeródromo.

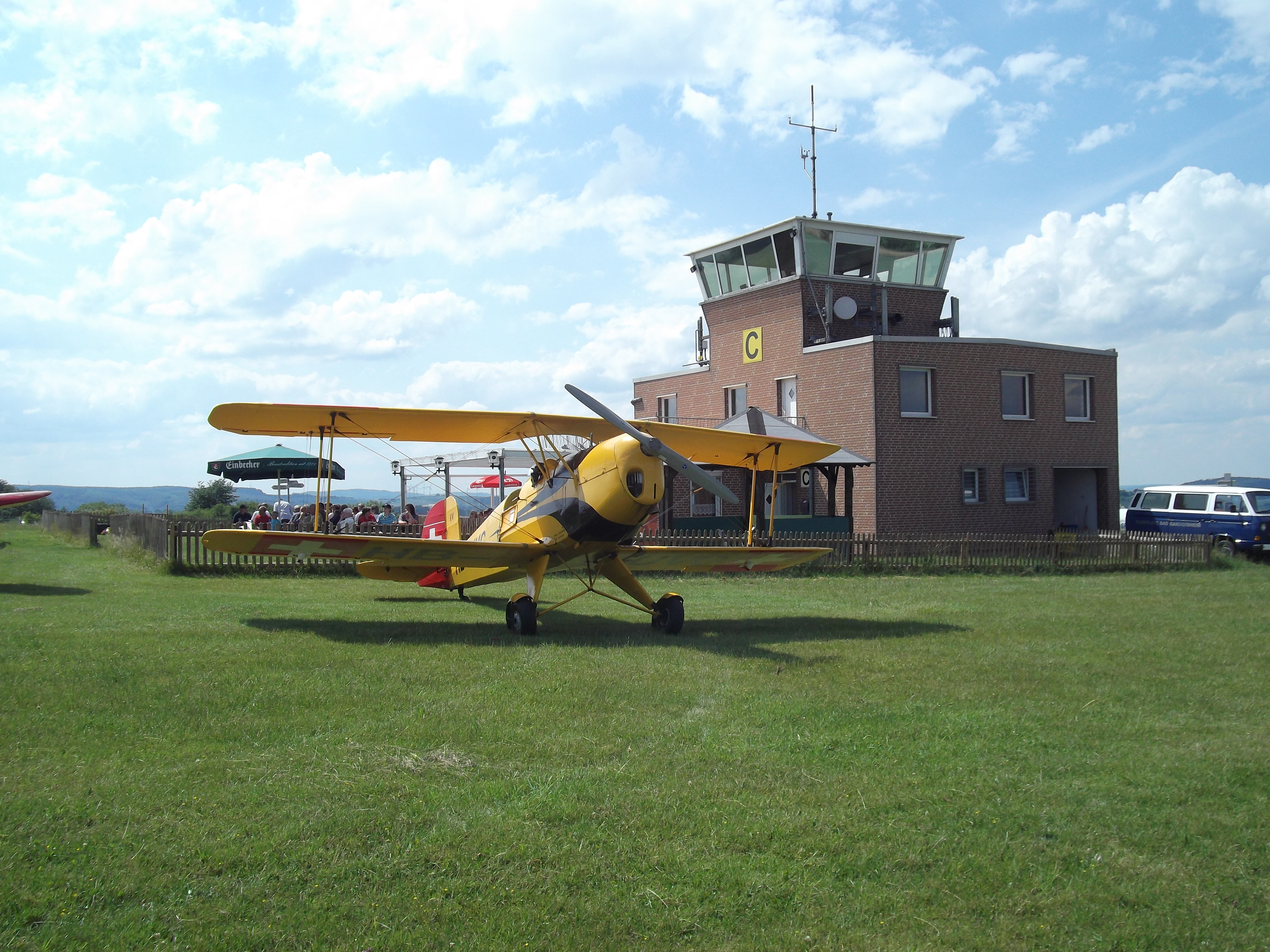
Aeródromo de Bad Gandersheim